# Čelnik
Čelnik (en serbio: челник) era un título cortesano en el Reino de Serbia, el Imperio serbio y el Despotado de Serbia.
En su forma temprana, al titular se le confiaba la seguridad de los bienes pertenecientes a la Iglesia ortodoxa de los aristócratas (compárese con el Vídamo católico), por lo que el titular aparecía en el papel de juez o ejecutor de las decisiones del gobernante, en disputas entre la iglesia y la nobleza.
A principios del siglo xv, durante el Despotado de Serbia, el título de veliki čelnik (велики челник, «gran čelnik») era el equivalente de conde palatino y era el título cortesano más alto, y los poseedores del título poseían grandes provincias, propiedades y honores.

## Historia
Durante el reinado del rey Esteban Milutin, al poseedor del título se le confió la seguridad de los bienes pertenecientes a la Iglesia de los aristócratas, por lo que el poseedor aparecía en el papel de juez o ejecutor de las decisiones del gobernante, con respecto a las disputas entre la iglesia y la nobleza. En ese momento, el título de čelnik tenía un rango superior al de stavilac, pero inferior al de kaznac y tepčija, siendo vaivoda el título supremo. No está claro si había uno o varios con ese título en la corte en ese momento.
Durante el reinado del rey Esteban Dečanski hubo dos o tres con el mismo título al mismo tiempo. Durante el reinado de Esteban Dušan, se menciona por primera vez el título de veliki čelnik. El veliki čelnik supervisaba a varios čelniks, cada čelnik era un comandante de fortificaciones militares (y presumiblemente de sus tropas) o un Anciano (Starosta) de un mayor número de aldeas. Después de Jovan Oliver y Dimitrije, parece que el título no se entregó en la corte de Esteban Dušan. Durante el servicio de Branilo (fl. 1347) y Đurica (fl. 1350), también se menciona a Andrónico, un čelnik en Polog, aunque probablemente no era de la misma categoría que los dos anteriores.

### Čelniks conocidos
- Gradislav Vojšić (fl. 1284-1327), sirvió a Esteban Milutin (fl. 1284),[8]
- Branko (fl. 1306-1319), sirvió a Esteban Milutin (fl. 1305-1306),[8]
- Đuraš Ilijić (fl. 1326-1362), sirvió a Esteban Dečanski (fl. 1326),[2]
- Gradislav Vojšić (fl. 1284-1327), sirvió a Esteban Dečanski (fl. 1327),[2]
- Vukdrag (fallecido en 1327), sirvió a Esteban Dečanski,[2]
- Branilo, sirvió a Esteban Dušan (fl. 1347),[3]
- Đurica, sirvió a Esteban Dušan (fl. 1350),[3]
- Andrónico, sirvió a Esteban Dušan (fl. 1350),[6]
- Stanislav, sirvió a los Dejanović (fl. 1377),
- Musa, sirvió a Esteban Uroš V,
- Vuk, čelnik, sirvió a Esteban Lazarević (fl. 1402),[9]
- Đurađ Golemović (fl. 1453), čelnik, sirvió a Đurađ Branković,[9]
- Miloš,
- Miloš Pović (fl. 1370),
- Smil

## Veliki čelnik
A principios del siglo xv, durante el Despotado de Serbia, el título de veliki čelnik era el equivalente al de conde palatino y era el título más alto de la corte, y los poseedores del título disponían de grandes provincias, propiedades y honores. De estos, Radič fue el más notable.

### Veliki čelniks conocidos
- Jovan Oliver, veliki čelnik, sirvió a Esteban Dušan (antes de 1340),[3]
- Dimitrije, veliki čelnik, sirvió a Esteban Dušan (antes de 1349),[3] luego Uroš V (fl. 1359),
- Hrebeljan, veliki čelnik, sirvió a Esteban Lazarević (fl. 1405),[10]
- Radoslav,
- Radič, veliki čelnik, sirvió a Esteban Lazarević y Đurađ Branković (fl. 1429),
- Mihailo Anđelović (fl. 1458), sirvió a Đurađ y Lazar Branković.